# Liste der Biografien/Eif
Liste der Biografien |
Portal Biografien |
Personensuche
# |
A |
B |
C |
D |
E |
F |
G |
H |
I |
J |
K |
L |
M |
N |
O |
P |
Q |
R |
S |
T |
U |
V |
W |
X |
Y |
Z |
?
 
Ea |
Eb |
Ec |
Ed |
Ee |
Ef |
Eg |
Eh |
Ei |
Ej |
Ek |
El |
Em |
En |
Eo |
Ep |
Eq |
Er |
Es |
Et |
Eu |
Ev |
Ew |
Ex |
Ey |
Ez
 
Eia |
Eib |
Eic |
Eid |
Eie |
Eif |
Eig |
Eih |
Eij |
Eik |
Eil |
Eim |
Ein |
Eip |
Eir |
Eis |
Eit |
Eiv |
Eix |
Eiy |
Eiz
Die Liste der Biografien führt alle Personen auf, die in der deutschsprachigen Wikipedia einen Artikel haben. Dieses ist eine Teilliste mit 35 Einträgen von Personen, deren Namen mit den Buchstaben „Eif“ beginnt.

## Eif

### Eife
- Eife, Andrea (* 1956), deutsche Schwimmerin
- Eifert, Adam (1841–1910), deutscher Orgelbauer
- Eifert, Johann (1870–1944), deutscher Orgelbauer
- Eifert, Martin (* 1965), deutscher Rechtswissenschaftler und Richter des Bundesverfassungsgerichts
- Eifert, Max (1808–1888), deutscher Pfarrer, Heimatforscher und Schriftsteller
- Eifert, Michael (* 1997), deutscher Boxer
- Eifert, Tyler (* 1990), US-amerikanischer American-Football-Spieler
- Eifertinger, Sofie (* 1996), deutsche Schauspielerin

### Eiff
- Eiff, August Wilhelm von (1921–1998), deutscher Mediziner
- Eiff, Hansjörg (1933–2019), deutscher Diplomat
- Eiff, Peter (* 1966), deutsch-amerikanischer Filmproduzent und Filmverleiher
- Eiff, Wilhelm von (1890–1943), deutscher Maler und Glaskünstler
- Eiffe, Franz Ferdinand (1825–1875), deutscher Politiker, MdHB, Senator und Kaufmann
- Eiffe, Franz Ferdinand (1860–1941), deutscher Kaufmann und Politiker, MdHB
- Eiffe, Johann Gottfried († 1818), deutscher Maler
- Eiffe, Peter Ernst (1941–1982), deutscher Graffitikünstler
- Eiffel, Erika (* 1972), US-amerikanische Bogenschützin und Sex-AktivistErika Eiffel (* 1972)

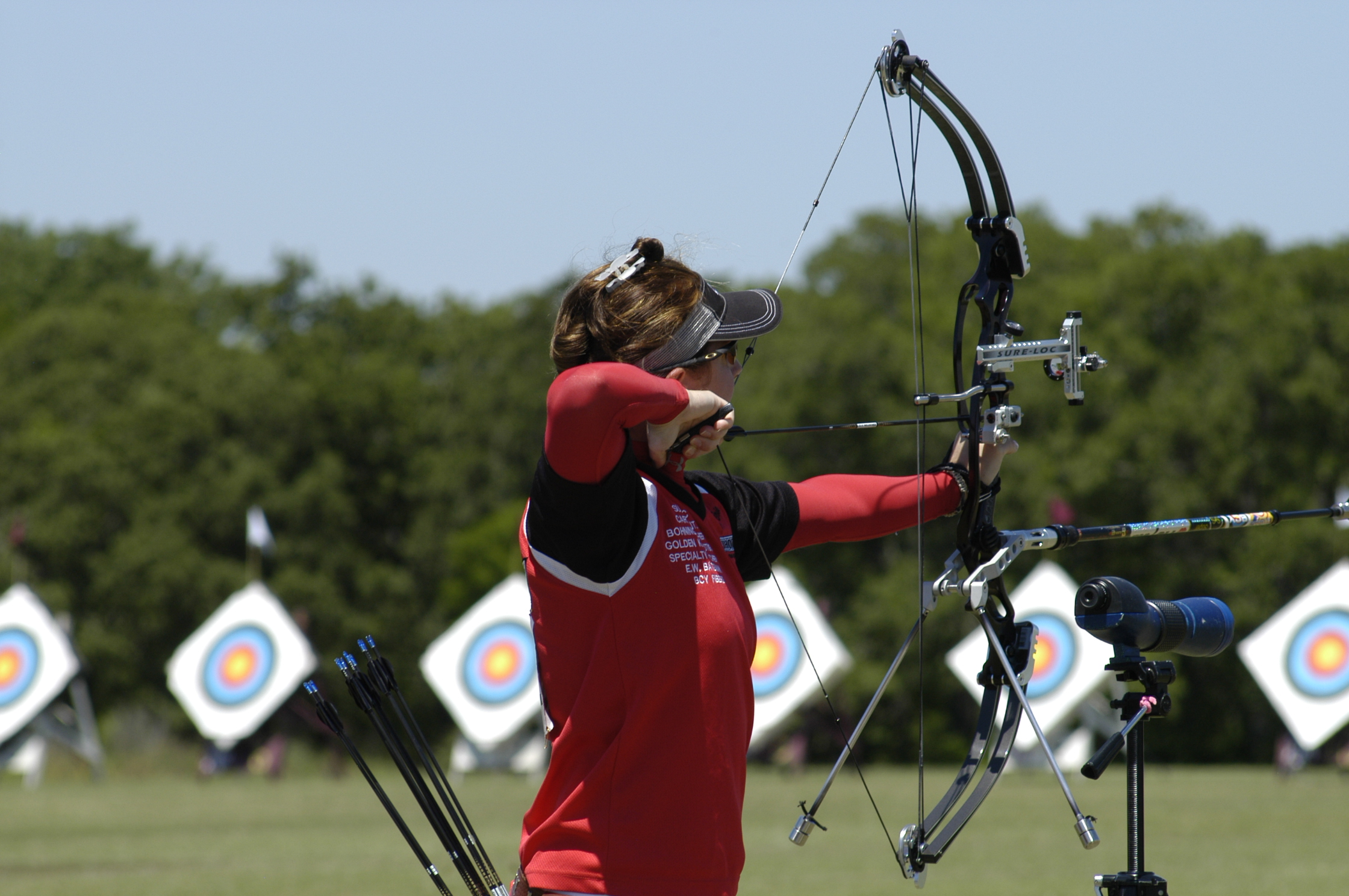
Erika Eiffel (* 1972)

- Eiffel, Gustave (1832–1923), französischer IngenieurGustave Eiffel (1832–1923)

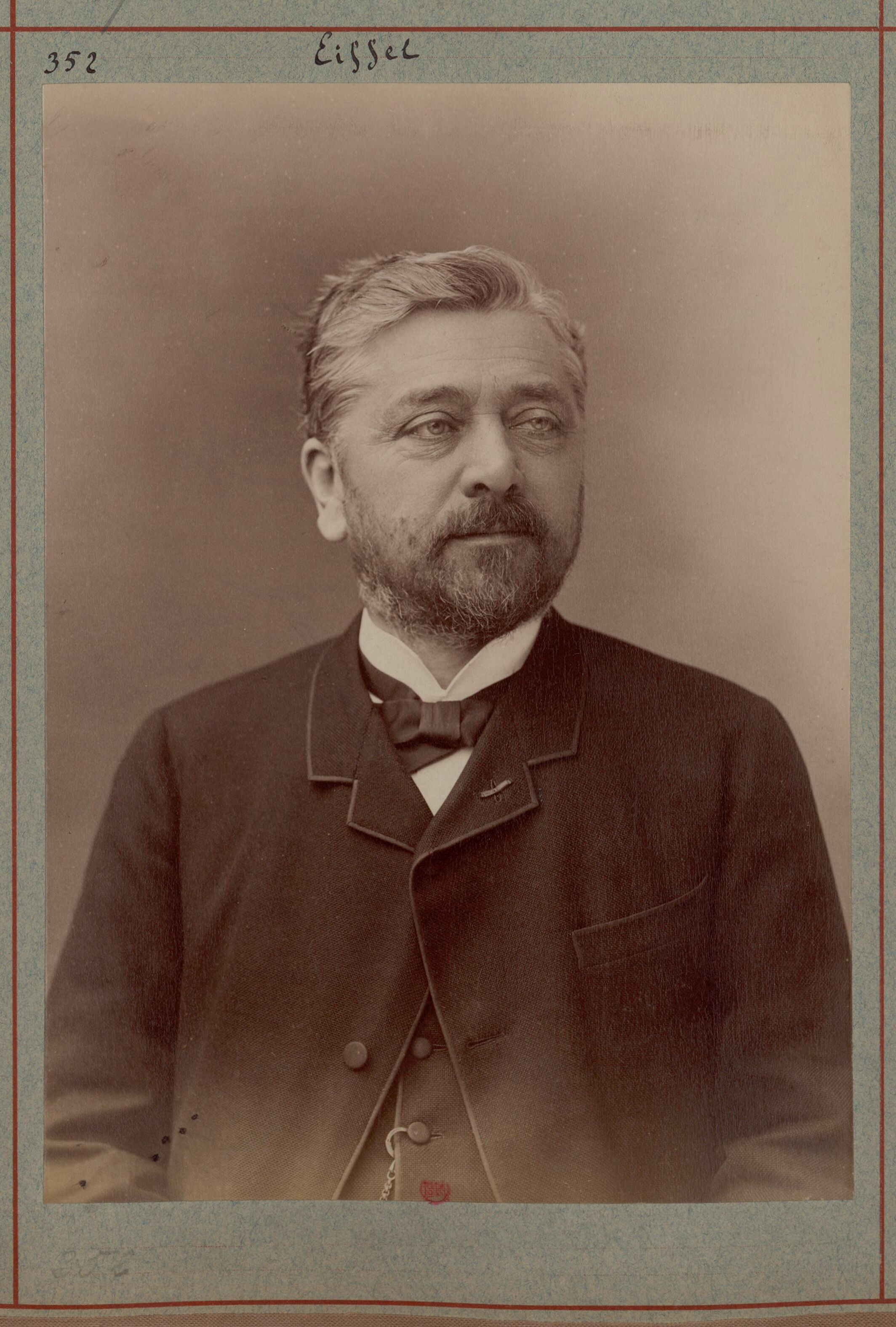
Gustave Eiffel (1832–1923)

- Eiffler, Hans Christian (1630–1703), deutscher Kaufmann, Politiker und Bürgermeister von Altona

### Eifl
- Eifler, Alexander (1888–1945), österreichischer sozialdemokratischer Offizier und Widerstandskämpfer
- Eifler, Brian (* 1968), US-amerikanischer Offizier, Generalleutnant der US-Army
- Eifler, Charlotte (* 1986), deutsche Künstlerin, Regisseurin und Professorin
- Eifler, Dietmar (* 1949), deutscher Werkstoffwissenschaftler
- Eifler, Dietmar (* 1955), deutscher Politiker (CDU), MdL
- Eifler, Erna (1908–1944), deutsche Widerstandskämpferin gegen den Nationalsozialismus
- Eifler, Friedrich (1893–1975), deutscher Politiker, Mitglied des Landesrats (Saargebiet) (KPD)
- Eifler, Karl (1896–1974), deutscher Maler
- Eifler, Larissa (* 1999), deutsche Säbelfechterin
- Eifler, Michael (1601–1657), deutscher Logiker und Physiker
- Eifler, Stefanie (* 1967), deutsche Soziologin
- Eifler, Ulrich (* 1961), deutscher Säbelfechter und Deutscher Meister
- Eifler, Ulrike (* 1975), deutsche Gewerkschafterin, Journalistin und Politikerin (Die Linke)

### Eifm
- Eifman, Boris Jakowlewitsch (* 1946), russischer Ballettchoreograph und -intendant

### Eifr
- Eifrig, Siegfried (1910–2008), deutscher Leichtathlet und einer der ersten olympischen Fackelträger

### Eifu
- Eifuku Mon’in (1271–1342), japanische Poetin